# McLaughlin (Dakota del Sur)
McLaughlin es una ciudad ubicada en el condado de Corson en el estado estadounidense de Dakota del Sur. En el Censo de 2010 tenía una población de 663 habitantes y una densidad poblacional de 633,63 personas por km².

## Geografía
McLaughlin se encuentra ubicada en las coordenadas 45°48′48″N 100°48′39″O / 45.81333, -100.81083. Según la Oficina del Censo de los Estados Unidos, McLaughlin tiene una superficie total de 1.05 km², de la cual 1.05 km² corresponden a tierra firme y (0%) 0 km² es agua.

## Demografía
Según el censo de 2010, había 663 personas residiendo en McLaughlin. La densidad de población era de 633,63 hab./km². De los 663 habitantes, McLaughlin estaba compuesto por el 28.05% blancos, el 0% eran afroamericanos, el 65.31% eran amerindios, el 0.9% eran asiáticos, el 0.15% eran isleños del Pacífico, el 1.06% eran de otras razas y el 4.52% pertenecían a dos o más razas. Del total de la población el 3.77% eran hispanos o latinos de cualquier raza.